# Armadillagraecia
Genre
Armadillagraecia est un genre d'orthoptères de la famille des Tettigoniidae.

## Distribution
Les espèces de ce genre se rencontrent au nord de l'Australie.

## Liste des espèces
Selon Orthoptera Species File (4 avril 2010) :
- Armadillagraecia mataranka Rentz, Su, Ueshima & Robinson, 2010
- Armadillagraecia triodiae Rentz, Su, Ueshima & Robinson, 2010
- Armadillagraecia yerilla Rentz, Su, Ueshima & Robinson, 2010

## Référence
- Rentz, Su, Ueshima & Robinson, 2010 : Studies in Australian Tettigoniidae: Australian agraeciine katydids, two new genera from northern Australia (Tettigoniidae; Conocephalinae; Agraeciini). Zootaxa, n. 2417, p. 1–39.